# Escut de Sant Julià de Cerdanyola
L'escut oficial de Sant Julià de Cerdanyola té el següent blasonament:
Escut caironat: de sinople, una ermita de porpra acostada de 2 flors de lis d'argent. Per timbre una corona mural de poble.

## Història
Va ser aprovat el 31 de març de 1994 i publicat al DOGC el 20 d'abril del mateix any amb el número 1886.
L'ermita és el senyal tradicional de l'escut del poble, i probablement representa l'ermita de la Mare de Déu de les Esposes. Les flors de lis a banda i banda al·ludeixen al màrtir sant Julià, patró de la localitat.